# David J. Degenkolb
David John Degenkolb (* 15. Dezember 1942 im Los Angeles County; † 2006) war ein US-amerikanischer Filmtechniker, der bei den Oscarverleihungen 1973, 1976, 1979, 1984 und 1994 jeweils mit dem Oscar für technische Verdienste (Technical Achievement Award) ausgezeichnet wurde.

## Leben
David John Degenkolb wurde 1942 als eines von drei Kindern von Eleanor Degenkolb (geb. Bogue; 1918–1996) und John „Gus“ Degenkolb (1915–2010) im Los Angeles County geboren.
Degenkolb arbeitete ab den 1960er Jahren bei DeLuxe General in Hollywood und reichte gemeinsam mit dem ebenfalls beim Unternehmen tätigen Fred Scobey mehrere Patente ein. Degenkolb wurde von den 1970er bis in die 1990er Jahre mit insgesamt fünf technischen Oscars ausgezeichnet. Den ersten Oscar erhielten Degenkolb und Scobey 1973 für ihre Verdienste auf dem Gebiet der computergesteuerten Durchführung und Überwachung des Filmentwicklungs- und -druckprozesses. Beide erhielten 1976 gemeinsam mit John C. Dolan und Richard Dubois (beide von der Akwaklame Company) sowie 1979 gemeinsam mit Arthur L. Ford (ebenfalls DeLuxe General) zwei weitere technische Oscars für die von ihnen geplanten Methoden zur Rückgewinnung von Silber durch Ionenaustausch aus dem bei der Filmentwicklung verwendeten Wasserbad.
Für weitere Verbesserungen auf dem Gebiet der Silber-Rückgewinnung aus dem Wasserbad bei der Filmentwicklung erhielt Degenkolb jeweils 1984 und 1994 einen weiteren Oscar für technische Verdienste.
Er war Mitglied der Society of Motion Picture and Television Engineers (SMPTE).
David J. Degenkolb starb 2006.

## Veröffentlichungen (Auswahl)
- David J. Degenkolb, Jack P. Hall: Dichroic Safelights. In: Journal of the SMPTE. Vol. 76, Nr. 1 (Januar 1967), S. 15–17.
- David J. Degenkolb, Jack P. Hall: A Photoelectric Film Tachometer. In: Journal of the SMPTE. Vol. 79, Nr. 2 (Februar 1970), S. 126–128.
- David J. Degenkolb, Fred J. Scobey: Handling and Control of Chemicals in a Modern Motion-Picture Laboratory. In: Journal of the SMPTE. Vol. 81, Nr. 6 (Juni 1972), S. 465–469.
- David J. Degenkolb; Harold W. Larson; Manfred G. Michelson; Fred J. Scobey: Computerized Process and Printer Control: Part I: Color Positive Developing Control and Printer Tape Preparation. In: Journal of the SMPTE. Vol. 82, Nr. 3 (März 1973), S. 145–148.
- David J. Degenkolb, Fred J. Scobey: Monitoring the Processing Chemical Costs and Effluents of a Motion-Picture Processing Laboratory. In: Journal of the SMPTE. Vol. 84, Nr. 8 (August 1975), S. 599–603.
- David J. Degenkolb, Fred J. Scobey: Silver Recovery from Photographic Wash Waters by Ion Exchange. In: Journal of the SMPTE. Vol. 86, Nr. 2 (Februar 1977), S. 65–68.
- David J. Degenkolb: SMPTE Technical Note: Automatic Control of Silver Recovery. In: Journal of the SMPTE. Vol. 94, Nr. 11 (November 1985), S. 1191–1194.
- David J. Degenkolb: Current Silver Recovery Techniques. In: Journal of the SMPTE. Vol. 97, Nr. 8 (August 1988), S. 630–637.

## Auszeichnungen
- 1973: Oscar für technische Verdienste, gemeinsam mit Fred Scobey, Harry Larson und Manfred Michelson („for the development of a computerized motion picture printer and process control system“)
- 1976: Oscar für technische Verdienste, gemeinsam mit Fred Scobey, John C. Dolan und Richard Dubois („for the development of a technique for silver recovery from photographic wash-waters by ion exchange“)
- 1979: Oscar für technische Verdienste, gemeinsam mit Fred Scobey und Arthur L. Forde („for the development of a Method to Recycle Motion Picture Laboratory Photographic Wash Waters by Ion Exchange“)
- 1984: Oscar für technische Verdienste („for the design and development of an automated device used in the silver recovery process in motion picture laboratories“)
- 1994: Oscar für technische Verdienste („for the development of a Silver Recovery Ion Exchange System to eliminate hazardous silver ion waste in development wash water and allow recycling of the water“)